# Tenabo (municipalité)
Pour la ville, voir Tenabo.
La municipalité de Tenabo est située au nord de l'État de Campeche au Mexique ; elle est limitrophe des municipalités de Hecelchakán au nord, Hopelchen à l'est, Campeche au sud et du golfe du Mexique à l'ouest, dans la région appelée El Camino Real.

## Géographíe
La municipalité de Tenabo a 882 km2, soit 1,6 % de l'État de Campeche.

## Population
La population de la municipalité de Tenabo en 2005 est 9 050 habitants.
| Position | Ville           | Population |
| -------- | --------------- | ---------- |
| 01       | Tenabo          | 6 934      |
| 02       | Tinun           | 928        |
| 03       | Emiliano Zapata | 382        |
| 04       | Kankí           | 182        |
| 05       | Santa Rosa      | 170        |
| 06       | Xkuncheil       | 102        |